# Stygnus
Stygnus is een geslacht van hooiwagens uit de familie Stygnidae.
De wetenschappelijke naam Stygnus is voor het eerst geldig gepubliceerd door Perty in 1833. 

## Soorten
Stygnus omvat de volgende 18 soorten:
- Stygnus aggerum
- Stygnus armatus
- Stygnus brevispinis
- Stygnus ferrugineus
- Stygnus gertschi
- Stygnus grasshoffi
- Stygnus klugi
- Stygnus lesserti
- Stygnus luteus
- Stygnus marthae
- Stygnus mediocris
- Stygnus multispinosus
- Stygnus pectinipes
- Stygnus peruvianus
- Stygnus polyacanthus
- Stygnus simonis
- Stygnus simplex
- Stygnus weyrauchi